# كأس الاتحاد الآسيوي 2005
2005 كأس الاتحاد الآسيوي هو الموسم 2 من كأس الاتحاد الآسيوي. أشرف على تنظيمه الاتحاد الآسيوي لكرة القدم، وفاز فيه النادي الفيصلي.